# Ammoecius frigidus
Ammoecius frigidus är en skalbaggsart som beskrevs av Brisout 1866. Ammoecius frigidus ingår i släktet Ammoecius och familjen Aphodiidae. Inga underarter finns listade i Catalogue of Life.